# Göthe Hedlund
Göthe Hedlund (n. 31 iulie 1918, Orkesta parish⁠(d), Comitatul Stockholm, Suedia – d. 15 decembrie 2003, Lidingö, Comitatul Stockholm, Suedia) a fost un patinator de viteză ce a reprezentat Suedia, medaliat olimpic. A participat la 2 ediții ale Jocurilor Olimpice (1948, 1952) în care a câștigat o medalie de bronz.